# 在日本大韩民国民团
在日本大韩民国民团，简称民团，是在日朝鲜人中主要的组织之一，其他组织包括亲人士組成的总联、韩统联等。
民团自1946年起在日本与之间建立起联系。目前在总共61万居住在日本但未入籍的朝鲜人中，65%加入了民团，而25%加入了总联。
民团的总部与大韓民國驻日本大使馆同样设址于东京都港区麻布。